# Expedition: Julklapp
Expedition: Julklapp (originaltitel: Nissene over skog og hei) är en norsk komediserie från 2011. I Norge sänds serien i TVNorge och i Sverige i Kanal 5. Serien är skapad av de norska komikerna Espen Eckbo och Kristian Ødegård. Serien är en uppföljare till Tomtar på loftet som sändes 2001.
Precis som föregångaren sänds Expedition: Julklapp som en julkalender i 24 avsnitt, och parodierar olika reality-TV-serier. Programmets svenska titel anspelar på Expedition: Robinson och programmen har det gemensamt att de innehåller äventyrsinslag och utmaningar för de 24 deltagande tomtenissarna. I första avsnittet anländer tolv förväntansfulla deltagare till programmet, men efter en stund dyker även tolv av deltagarna från Tomtar på loftet upp. De 24 deltagarna delas sedan upp i två lag, Vitskäggnissarna och Gråskäggnissarna. I lagen är nya och gamla deltagare blandade.
Deltagarna spelas av olika norska skådespelare, förutom svensken Håkan som spelas av svenske komikern Björn Gustafsson. Seriens ene skapare, Kristian Ødegård spelar programledaren Olav, och den andre skaparen, Espen Eckbo , spelar hela fyra roller: Asbjørn, Rhino, Andreas och Ernst-Øyvind.

## Deltagare - Skådespelare
- Programledare: Olav Johnsen - Kristian Ødegård

| Tidigare deltagare i Tomtar på loftet - Asbjørn Brekke - Espen Eckbo - Anne-Gro Lamo - Marian Saastad Ottesen - Bent Leikvold - Atle Antonsen - Bodil Hambro - Bodil Lahelle - Kine Messel - Line Verndal - Rhino Thue - Espen Eckbo - Steven Evensen - Trond Fausa Aurvåg - Svein Skottvik - Nikis Theophilakis - Sverre Borge - Sverre Horge - Synne Iversen - Siw Anita Andersen - Timothy Dahle - Henrik Elvestad - Tom Lund - Eivind Sander | Nya deltagare i Expedition: Julklapp - Adam - Kevin Vågenes - Agnethe - Malin Gregersen - Andreas Brochner - Espen Eckbo - Benedicte - Kristine Riis - Ernst-Øyvind Tvedt - Espen Eckbo - Håkan Holmgren - Björn Gustafsson (född 1986) - Nicolay - Martin Zimmer - Ola - Sven Henriksen - Ole Petter - Martin Beyer-Olsen - Rolf - Bjørn Qvale - Stine Edda Grjotheim - Tuva - Norunn Blickfeldt Schjerven |